# The Field (musicista)
The Field, pseudonimo di Axel Willner (...), è un musicista svedese di elettronica minimale.
Il suo album di debutto, From Here We Go Sublime, uscito nel marzo 2007, è balzato agli onori della critica, finendo per diventare l'album più acclamato dell'anno secondo Metacritic che raccoglie la voce di quattordici autorevoli riviste del settore.
Lo stile di Field è una sorta di techno-shoegaze ottimista che si concentra sui loop e le stratificazioni di suoni.

## Biografia
The Field è il nome d'arte scelto da Axel Willner, nato nel sud della Svezia: trasferitosi nella capitale all'età di due anni, ha vissuto anche a Lisbona per quattro anni, per poi ritornare a Stoccolma. All'età di tredici anni iniziò a suonare punk classico con la chitarra, strumento che tuttora a volte utilizza. Autodidatta, ha cominciato a produrre musica elettronica gradualmente, fortemente ispirato dalla musica dal produttore discografico tedesco Wolfgang Voigt (Gas).
Il debutto dell'artista sulla scena musicale avvenne nel 2005, quando Axel Willner inviò una demo all'etichetta indie tedesca Kompakt, la quale lo scritturò dopo breve. Il suo primo 12" fu un remix del brano Heartbeat di Annie uscito nello stesso anno, seguito dal remix della traccia Things Keep Falling Down. Nel 2006 pubblicò un terzo 12", contenente Sun & Ice. L'anno successivo, con From Here We Go Sublime, l'artista godette di amplissimo favore dalla critica.
Axel Willner scrive e compone tutte le musiche: stando ad una sua dichiarazione, Willner utilizza come software Jeskola Buzz, e tutte le tracce dell'album sono state mixate e registrate dal vivo.
Il 18 maggio 2009 esce il suo secondo album, Yesterday & Today.

## Discografia

### Album in studio
- 2007 – From Here We Go Sublime
- 2009 – Yesterday and Today
- 2011 – Looping State of Mind
- 2013 – Cupid's Head
- 2016 – The Follower
- 2018 – Infinite Moment

### EP
- 2005 – Things Keep Falling Down
- 2007 – Sound of Light
- 2009 – Yesterday and Today Remixe
- 2012 – Looping State of Mind Remixe
- 2014 – Cupid's Head Remixe I
- 2014 – Cupid's Head Remixe II

### Singoli
- 2005 – Things Keep Falling Down
- 2006 – Sun & Ice
- 2009 – The More That I Do
- 2016 – Reflecting Lights Remixe

### Remix
- 2005 – Annie – My Heartbeat
- 2006 – Marit Bergman – No Party
- 2006 – James Figurine – 55566688833
- 2006 – 120 Days – Come Out (Come Down, Fade Out, Be Gone)
- 2007 – Battles – Tonto
- 2007 – The Honeydrips – Fall From a Height
- 2007 – Thom Yorke – Cymbal Rush
- 2007 – Maps – You Don't Know Her Name
- 2007 – Gui Boratto – Hera
- 2007 – Andreas Tilliander – Stay Down
- 2007 – Familjen – Hög Luft
- 2008 – Popnoname – Touch
- 2008 – DeVotchKa – Clockwise Witness